# Aristide Tofani
Aristide Tofani (Napoles, 20 de enero de 1995) es un diseñador de moda italiano.

## Biografía
Aristide Tofani nació el 20 de enero de 1995. Comenzó su aprendizaje a través de su padre y abuelo cuando sólo tenía 12 años en Sartoria Tofani, que fue fundada por su abuelo Aristide Tofani en el corazón del barrio histórico de Nápoles, en 1954. Desde temprana edad, ha vivido numerosas experiencias con la cultura italiana.
Es autor del libro superventas Handmade, en el cual se recopila la historia y tradiciones de la sastrería napolitana antigua. Durante los últimos cinco años, Aristide ha mostrado públicamente su trabajo en las redes sociales, esto le ha ayudado a construir una base de seguidores bastante sólida. Ahora trabaja a tiempo completo en su propia línea de alta costura, gracias a su inclinación a la perfección se ha convertido en un nombre conocido y respetado.

## Exposiciones
Su sastrería, en conjunto con su padre, ha participado en 4 de las exposiciones más reconocidas en el mundo de la moda:

- Paris Fashion Week 2018 (septiembre de 2018)[5]
- New York Fashion Week 2018 (septiembre de 2018)
- La Semana de la Moda de Hong Kong (julio de 2019)